# Coelogyne foerstermannii
Coelogyne foerstermannii é uma espécie de orquídea epífita, família Orchidaceae, originária da Malásia.